# Adélia Garcia
Adélia Garcia (Caçarelhos, 1933-2016), foi uma cantora de cantares tradicionais, uma referência para os etnomusicólogos e artistas que se deslocaram até Trás-os-Montes para a gravarem e aprenderem o seu vasto repertório tradicional. Entre eles destacam-se: Né Ladeiras, Michel Giacometti, Tiago Pereira, B-Fachada,o grupo Galandum Galundaina e Manuel Rocha da Brigada Vitor Jara.

## Biografia

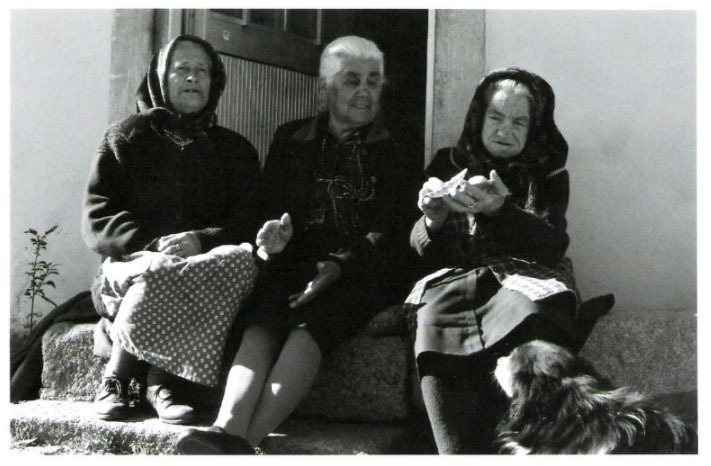
Da esquerda para a direita: Adélia Garcia canta acompanhada por Beatriz e Avelina que toca conchas, em Vimioso durante o festival ANAMNESIS de 2007

Adélia Augusta Pires Garcia, nasce a 15 de Junho de 1933 na aldeia de Caçarelhos, no concelho de Vimioso no nordeste transmontano, numa família humilde.
Para além de se dedicar às lides domésticas e agrícolas, dá aulas de catequese, era membro do coro da igreja, fez parte do rancho e foi contrabandista chegando a estar presa no Porto.
Na década de 60, do século passado, é descoberta por Michel Giacometti que a grava para o seu projecto de recolha de música popular. A partir daqui a sua voz e o seu vasto repertório tradicional e popular (cantigas, romances, rezas) tornam-a conhecida.
Desde então são muitos os que se dirigem a Caçarelhos para a conhecerem, gravarem e aprenderem com ela, nomeadamente: Né Ladeiras, Judith Cohen,  José Alberto Sardinha, Alberto Jambrina Leal, Pablo Madrid, Anne Caufriez, José Manuel González Matellán, Daniel Loddo, Enrique Cámara de Landa, Tiago Pereira, B-Fachada, Mário Correia, Galandum Galundaina, Manuel Rocha da Brigada Vitor Jara , a bailarina e coreografa Ana Rita Teodoro, João Botelho, Adriano Smaldone, Francesco Giarrusso, José Barbieri (MemoriaMedia) entre outros.
Sem nunca deixar Caçarelhos, Adélia Garcia gravou e participou em discos, documentários e filmes.

## Gravações
Discos
- 1980 - Portugal: Trás-Os-Montes: Chants Du Blé Et Cornemuses De Berger, recolha efectuada por Anne Caufriez [9]

- 1994 - Tráz os Montes [10][11]
- 1996 - Mirandun, Mirandela... - Chants Et Musiques Du Concelho de Miranda Do Douro (Tras-Os-Montes, Portugal) [12]

- 1999 - Cantigas da segada: Caçarelhos - Vimioso [13][14]

- 2013 - Dêem-me duas velhinhas, eu dou-vos o universo [15]

- 2017 -  Omiri - Baile electrónico [16]

Documentários, Filmes e Vídeos
- 1997 - Video do tema Çarandilheira do álbum Traz os Montes de Né Ladeiras, Adélia aparece a cantar sentada ao lado dela. [17]

- 2003 - Povo que canta: recolhas etnográficas num Portugal desconhecido (2000/2003), documentário realizado por Manuel Rocha e Ivan Dias [18][19]

- 2006 - 11 Burros Caem de Estômago Vazio, documentário realizado por Tiago Pereira [20]

- 2008 - B Fachada: tradição oral contemporânea, documentário realizado por Tiago Pereira [21][22]

- 2009 - Canto da Terra d' Água, realizado por Adriano Smaldone, Francesco Giarrusso [23][24]

- 2010 - Joana Transmontana (música do álbum Há Festa na Moradia de B Fachada), vídeo realizado por Tiago Pereira [25]

- 2012 - Anquanto la Lhéngua fur Cantada, do realizador João Botelho [26]

- 2015 - O Povo Que Ainda Canta: Adélia Garcia, série documental do realizador Tiago Pereira [27]

## Reconhecimento e citações
Adélia Garcia é citada em vários livros que se debruçam sobre questões de etnomusicologia e etnográficas, nomeadamente no World Music: Africa, Europe and the Middle East, escrito por Frederick Dorian, Orla Duane e James McConnachie que fazem referência ao disco Trás-os-Montes de Né Ladeiras na página 236. 
No livro Estudos Mirandeses, balanço e orientações de José Francisco Meirinhos, Adélia é mencionada no capítulo dedicado à sonografia mirandesa. 
Está presente em vários documentários do realizador Tiago Pereira  e são numerosos os vídeos dela que podem ser encontrados no seu projecto A Música Portuguesa A Gostar Dela Própria, através dos quais lhe presta homenagem. Dedica-lhe também a publicação em livro da série documental O povo que ainda canta, na qual um episódio é totalmente dedicado a ela. 
É através deste projecto de o cantor Éme conhece-a e grava uma versão de Muito chorei eu no domingo à tarde, um dos cantares gravados por ela para A Música Portuguesa A Gostar Dela Própria e que inclui no seu disco Domingo à Tarde. 
O mesmo já o havia feito, em 2006, B Fachada, que inclui o tema Dona Filomena que aprendera com Adélia na casa dela, no seu disco Um fim-de-semana no Pónei Dourado.
Em 2019 é homenageada no Festival Intercéltico de Sendim (FIS) e no festival Bons Sons pelo duo  Adélia.